# Betulapion
Betulapion – rodzaj chrząszczy z rodziny pędrusiowatych i podrodziny Apioninae. Obejmuje dwa opisane gatunki. Zamieszkują Holarktykę.

## Taksonomia
Takson ten wprowadził w 1994 roku Jean-Marie Ehret na łamach „Bulletin de la Société d'histoire naturelle d'Autun”. Nazwa rodzajowa stanowi połączenie nazw rodzajów Betula (brzoza) i Apion (pędruś). Zalicza się do niego dwa opisane gatunki:
- Betulapion balchaschense (Bajtenov, 1978)
- Betulapion simile (Kirby, 1811)

Gatunkiem typowym wyznaczono drugi z wymienionych.

## Morfologia i zasięg
Chrząszcze o ciele ubarwionym czarno, czasem ze spiżowym połyskiem, zwłaszcza na pokrywach. Grzbietową stronę ciała porastają wyraźne, choć krótkie włoski (włosowate łuski). Na spodzie ciała owłosienie jest zagęszczone na biodrach przedniej pary, mezopleurach, metapleurach oraz bokach śródpiersia i zapiersia, a pod oczami występują łatki długich, promieniście się rozchodzących włosków. Zagęszczenia te są silniej zaznaczone u samca niż u samicy. Głowa ma punktowane, pozbawione żeberek czoło. Ryjek jest prosty do lekko zakrzywionego. Samiec ma na goleniach przynajmniej środkowej pary cierniowatą wypustkę (mucro).
Gatunek typowy zamieszkuje nearktyczną Amerykę Północną i palearktyczną Eurazję z pominięciem Azji Środkowej, gdzie żyje drugi z gatunków.